# Нездыменко, Калистрат Ефимович
Калистрат Ефимович Нездыменко (1895—1958) — советский государственный и партийный деятель, председатель Оргкомитета Президиума Всеукраинского ЦИК по Каменец-Подольской области (1937—1938).

## Биография
Член РКП(б) с 1919 года.
В 1934 году являлся заведующим организационным отделом Винницкого городского комитета КП(б) Украины, затем — по сентябрь 1937 года — первый секретарь Изяславского районного комитета КП(б) Украины (Шепетовский округ Винницкой области).
С сентября 1937 по 1938 год — председатель Организационного комитета Президиума Всеукраинского ЦИК по Каменец-Подольской области.
К 1941 году — начальник Днепропетровского речного порта, специальный уполномоченный Наркомречфлота по руководству речным флотом в районе Днепропетровска.
С 1942 по 1944 год — начальник Новосибирского речного порта.
С 1946 года — директор Днепропетровской кондитерской фабрики.
Депутат Верховного Совета СССР 1-го созыва, член комиссии по законодательным предположениям Совета национальностей.

## Награды
- 1943 — Орден Знак Почёта[3]
- Медаль «За победу над Германией в Великой Отечественной войне 1941–1945 гг.»[4]